# Eta Orionis
Désignations
Eta Orionis (en abrégé η Ori) est une étoile multiple de la constellation d'Orion. Elle porte également les noms traditionnels de Saïph et d'Algjebbah.
C'est un système d'étoiles quintuple constitué d'étoiles bleutées et massives, de type B,. Il est situé à approximativement 1 000 années-lumière de la Terre et fait partie de l'association OB1 d'Orion au sein du bras d'Orion. Eta Orionis se situe un peu à l'ouest de la ceinture d'Orion entre Delta Orionis et Rigel, plus proche de Delta Orionis que de Rigel. C'est également une binaire à éclipses de type Algol, et au moins une de ses étoiles pourrait présenter une variabilité de type Beta Cephei.